# أساتذة الخداع
أساتذة الخداع Masters of Deception، هو فريق لمخترقي الحواسيب "هاكرز" من مدينة نيويورك، الولايات المتحدة، ظهر في فترة نهاية الثمانينات وبداية التسعينات. تمكن هذا الفريق وبنجاح من التحكم في أغلب الشبكات الرئيسية للهاتف من فئتي RBOC وX.25، بالإضافة إلى التحكم في قسم كبير من العمود الفقري المتنامي لشبكة الإنترنت في ذلك الوقت.

## نشأة فريق أساتذة الخداع
ظهر الفريق كنتيجة لاجتماعات المخترقين عبر خطوط الاختبار Loop-Around والتي أدت إلى تعاون أسطوري فيما بينهم من أجل اختراق المحولات الهاتفية الخاصة بشبكة RBOC والعديد من الحواسيب الصغيرة والكبيرة على حد سواء التي كانت تستخدم لتسيير وإدارة شبكات الهاتف. استطاع أعضاء الفريق البقاء في الظل وذلك باستخدام عدة أسماء مستعارة وذلك لإخفاء هوياتهم، حتى هوياتهم الاختراقية أحرزت شهرتها الخاصة. ثم انفصل التجمع الكبير وأصبح مجموعات صغيره تستهف المواقع الحكومية.

## اهدافها
في البداية كان هدفها الربح والتجسس علي المكلمات المتعلقه بالحكومة وسرقت الاموال من البنوك والتحويلت البنكيه لدي الافراد وتشويه سمعة شركات الاتصالات مستخدمين الهواتف النقالة والذكية.